# Clematidis
Clematidis is een monotypisch geslacht van schimmels uit de orde Pleosporales. Het bevat alleen Clematidis italica.